# 瀧澤慧
瀧澤慧是日本的輕小說作家。2015年憑輕小說《非宅女友對我的H遊戲感到興致勃勃……》獲第28屆富士見書房Fantasia大賞的金獎。

## 作品列表
- 非宅女友對我的H遊戲感到興致勃勃……（非オタの彼女が俺の持ってるエロゲに興味津々なんだが……，2016年7月－2019年2月，全12卷）
- 請把我當成妹妹，給我超越女友的愛。（好きすぎるから彼女以上の、妹として愛してください。，2019年7月－，已出版5卷）